# Haemodoraceae
Haemodoraceae је фамилија монокотиледоних скривеносеменица из реда Commelinales. Обухвата 14 родова са 116 врста

## Списак родова
- -{Anigozanthos
- Barberetta
- Blancoa
- Conostylis
- Dilatris
- Haemodorum
- Lachnanthes
- Macropidia
- Phlebocarya
- Pyrrhorhiza
- Schiekia
- Tribonanthes
- Xiphidium
- Wachendorfia}-